# Пехъюда
Пехъюда (устар. Пех-Юда) — река в России, протекает по Александровскому району Томской области. Устье реки находится в 11 км по левому берегу реки Окунёвка. Длина реки составляет 24 км. Приток — Боровка.

## Данные водного реестра
По данным государственного водного реестра России, относится к Верхнеобскому бассейновому округу, водохозяйственный участок реки — Обь от впадения реки Васюган до впадения реки Вах, речной подбассейн реки — Васюган. Речной бассейн реки — (Верхняя) Обь до впадения Иртыша.